# Hurricane (serbski zespół muzyczny)
Hurricane, znany również jako Hurricane Girls – serbski girls band założony w 2017, w skład którego wchodzą: Sanja Vučić, Ivana Nikolić oraz Ksenija Knežević. Niedoszłe reprezentantki Serbii w Konkursie Piosenki Eurowizji w 2020. Reprezentantki kraju w 65. Konkursie Piosenki Eurowizji (2021) z utworem „Loco Loco”.

## Kariera
Zespół założono w listopadzie 2017 roku, a jego pomysłodawcą jest Zoran Milinković. Tworzą zarówno w języku serbskim jak i angielskim.
W 2020 roku zwyciężyły w serbskich eliminacjach do Konkursu Piosenki Eurowizji Beovizja z utworem Hasta La Vista. Jednakże ze względu na pandemię COVID-19 konkurs nie odbył się. W październiku tego samego roku serbski nadawca publiczny RTS ogłosił, że zespół Hurricane został wybrany wewnętrznie do reprezentowania kraju w Konkursie Piosenki Eurowizji w 2021 roku.
5 marca 2021 roku premierę miał ich utwór „Loco Loco”, z którym reprezentowały Serbię w Konkursie Piosenki Eurowizji. 20 maja wystąpiły w drugim półfinale, jako dziewiąte w kolejności startowej i z ósmego miejsca awansowały do finału. W finale wystąpiły z ósmym numerem startowym i zajęły 15. miejsce po zdobyciu 102 punktów w tym 82 punktów od telewidzów (9. miejsce) i 20 pkt od jurorów (21. miejsce).
We wrześniu 2022 roku założycielki zespołu w komplecie go opuściły, skupiając się na karierze solowej. Nowymi członkiniami grupy zostały Jovana Radić, Sara Kourouma i Miona Srećković.

## Członkinie

### Aktualne
- Jovana Radić (ur. 12 października 2002 w Kraljevie)
- Sara Kourouma (ur. 12 stycznia 2002 w Belgradzie)
- Miona Srećković (ur. 9 grudnia 2002 w Paryżu)

### Założycielki
- Sanja Vučić (ur. 8 sierpnia 1993) – główna wokalistka zespołu, jako solistka reprezentowała Serbię w Konkursie Piosenki Eurowizji w 2016 roku zajmując z utworem „Goodbye (Shelter)” 18. miejsce w finale.
- Ivana Nikolić (ur. 16 kwietnia 1995) – wokalistka, współpracowała m.in. z raperem Jalą Bratem.
- Ksenija Knežević (ur. 24 stycznia 1996) – wokalistka, córka czarnogórskiego wokalisty Kneza, który reprezentował Czarnogórę w Konkursie Piosenki Eurowizji w 2015 roku[12].

## Dyskografia

### Single
| Rok                                                      | Tytuł                                  | Najwyższa pozycja na liście | Najwyższa pozycja na liście | Najwyższa pozycja na liście | Album |
| Rok                                                      | Tytuł                                  | SRB                         | CRO                         | SWE                         | Album |
| -------------------------------------------------------- | -------------------------------------- | --------------------------- | --------------------------- | --------------------------- | ----- |
| 2018                                                     | „Irma, Maria”                          | –                           | –                           | –                           | —     |
| 2018                                                     | „Personal”                             | –                           | –                           | –                           | —     |
| 2018                                                     | „Should've Listened”                   | –                           | –                           | –                           | —     |
| 2018                                                     | „Who to Love”                          | –                           | –                           | –                           | —     |
| 2019                                                     | „Pain in Your Eyes”                    | –                           | –                           | –                           | —     |
| 2019                                                     | „Liar”                                 | –                           | –                           | –                           | —     |
| 2019                                                     | „Magic Night”                          | –                           | –                           | –                           | —     |
| 2019                                                     | „Favorito”                             | –                           | –                           | –                           | —     |
| 2019                                                     | „Avantura”                             | –                           | –                           | –                           | —     |
| 2019                                                     | „Brzi prsti”                           | –                           | –                           | –                           | —     |
| 2020                                                     | „Hasta La Vista”                       | –                           | –                           | –                           | —     |
| 2020                                                     | „Guallame El Pantalon” (z King Melody) | –                           | –                           | –                           | —     |
| 2020                                                     | „Roll the Dice”                        | –                           | –                           | –                           | —     |
| 2020                                                     | „Folir'o”                              | –                           | –                           | –                           | —     |
| 2020                                                     | „Lopove”                               | –                           | –                           | –                           | —     |
| 2020                                                     | „Want Ya”                              | –                           | –                           | –                           | —     |
| 2021                                                     | „Loco Loco”                            | 6                           | 97                          | –                           | —     |
| 2021                                                     | „Do neba”                              | –                           | –                           | –                           | —     |
| „–” oznacza, że singel nie był notowany na danej liście. |                                        |                             |                             |                             |       |